# Wasserkraftwerk Péligre
Das Wasserkraftwerk Péligre (französisch Centrale hydroélectrique de Péligre) ist das größte Wasserkraftwerk in Haiti und dient vor allem der Stromversorgung der rund 90 km entfernten Hauptstadt Port-au-Prince.
Die Anlage wurde 1975 in Betrieb genommen und war mangels regelmäßiger Wartung in den 2000er Jahren nicht mehr dauerhaft funktionsfähig. Eine Wiederinbetriebnahme erfolgte in den 2010er Jahren.
Anfang September 2024 legten Demonstranten das Kraftwerk lahm, was zu einem totalen Stromausfall in der Hauptstadt führte. Sabotage durch Protestler führte im Mai 2025 erneut zu einem mehrtägigen Blackout. Am 18. Juni 2025 kam es erneut zu einer Abschaltung, mit der Einwohner des nahegelegenen, von kriminellen Banden kontrollierten Ortes Mirebalais gegen die Untätigkeit der Behörden protestierten.

## Kraftwerk
Das Kraftwerk liegt rund 14 km nördlich des Zentrums der Gemeinde Mirebalais an der Route Nationale RN-3, die weiter nach Norden Hinche erreicht.
Es verfügt über drei Francis-Turbinen mit einer Leistung von jeweils 15,5 MW, was eine installierte Gesamtleistung von 47 MW entspricht. Die Turbinen wurden von einer italienischen Firma installiert. Bei der Inbetriebnahme von Péligre im Juli 1975 betrug der Energieverbrauch der hauptstädtischen Metropolregion 12 MW in der Spitze. Es dauerte weniger als 15 Jahre, bis sich der Bedarf vervierfachte.

## Absperrbauwerk
Der 72 m hohe und 238 m lange Staudamm mit Strebepfeilern wurde um 1956 fertiggestellt und schuf den Stausee Lac de Péligre.
Eigentlicher Grund für das Projekt war die Regulierung des Artibonite-Flusses, um die Bevölkerung vor Überschwemmungen zu schützen. Ferner diente das entstandene Wasserreservoir der Bewässerung der umliegenden landwirtschaftlich genutzten Flächen. Erst rund 20 Jahre nach dem Bau des Damms wurde das Kraftwerk errichtet, um elektrische Energie zu erzeugen.

## Stausee
Der Lac de Péligre ist mit einer durchschnittlichen Fläche von 4800 ha der zweitgrößte See Haitis.
Fischerei ist ein wichtiger Einkommensfaktor für die örtliche Bevölkerung, auch wenn die biologischen Bedingungen des Stausees keine optimalen Bedingungen für die Population bilden.

## Wiederinbetriebnahme
Mangels regelmäßiger Wartung befand sich das Kraftwerk Ende der 2000er Jahre in einem kritischen Zustand mit häufigen Betriebsunterbrechungen und Ausfällen. Das Ministerium für öffentliche Arbeiten, Transport und Kommunikation (MTPTC) beauftragte den staatlichen Energieversorger Electricité d’Haiti (EdH) mit der Rehabilitation. Hierfür wurden Finanzmittel von ausländischen Partnern eingeworben.
Das Bundesministerium für wirtschaftliche Zusammenarbeit und Entwicklung (BMZ) genehmigte der Kreditanstalt für Wiederaufbau (KfW), das Vorhaben „Rehabilitierung des Wasserkraftwerks Péligre“ im Rahmen der Finanziellen Zusammenarbeit (FZ) zu unterstützen. Das Projekt begann im Februar 2011. Das BMZ sagte zunächst 10 Millionen Euro als Beteiligung an dem Projekt zu. Wegen Kostensteigerungen wurden in den Jahren 2013 und 2015 weitere Zusagen getätigt, was zu einem deutschen Anteil an den Gesamtkosten in Höhe von 28 Millionen Euro führte. Den größeren Teil des Projektvolumens von schließlich über 100 Millionen Euro trugen die Interamerikanische Entwicklungsbank (IDB; 32,5 Millionen US-Dollar) und der OPEC-Fonds für Internationale Entwicklung (OFID; 35,4 Millionen US-Dollar).